# Vol Turkish Airlines 452
Le vol Turkish Airlines 452 était un vol intérieur régulier, assuré par un Boeing 727-200 de la Turkish Airlines, reliant l'aéroport international Atatürk d'Istanbul à l'aéroport d'Antalya, qui s'est écrasé près d'Isparta, le 19 septembre 1976, tuant les 144 passagers et 11 membres d'équipage à bord. Cet accident aérien est le plus meurtrier de l'histoire de la Turquie.
L'avion arriva à Istanbul en provenance d'Italie et décolla à 22 h 45, heure locale. Les pilotes commencent la descente vers Antalya à 23 h 11 avec le commandant de bord qui est alors dans la cabine passagers. L'avion s'écrasa vers 23 h 20 sur la colline de Karatepe près d'Isparta, à environ 100 km de la destination, après que le premier officier ait confondu les lumières de la ville d'Isparta avec la piste de l'aéroport d'Antalya, malgré les avertissements du contrôleur aérien.
La plupart des passagers se rendaient à Antalya pour des vacances et n'étaient pas de nationalité turque. Les corps de 18 victimes italiens ont été enterrés dans un cimetière près d'Isparta au lieu d'être envoyés en Italie. Un membre de la Grande Assemblée nationale de Turquie est également décédé dans l'accident.

## Avion et équipage
L'appareil impliqué est un Boeing 727-2F2 immatriculé TC-JBH et portant le numéro de série 20982/1087. L'appareil effectue son premier vol le 11 novembre 1974, puis est livré à la Turkish Airlines le 1er décembre de la même année. L'avion fut même baptisé sous le nom d’« Antalya », destination du vol lors de l'accident.
Le capitaine était Celâl Topçuoğlu et le premier officier était Sacit Soğangöz. À bord se trouvaient également le mécanicien navigant Ahmet Bursalı et le technicien Muhittin Güçlü. Les quatre membres de l'équipage de cabine étaient Feyzan Güngör, Neriman Düzelli, Kâmuran Küçükkoşum et Canan Dinç. Trois employés de Turkish Airlines, qui devaient piloter un McDonnell Douglas DC-9 d'Antalya à Istanbul le lendemain matin, étaient également tête baissée (en) sur le vol.

## Déroulement du vol et accident
L'avion arrive à l'aéroport international Atatürk d'Istanbul en provenance d'Italie à 21 h 30, heure locale, avec 68 passagers. 78 autres passagers montent à bord à l'aéroport d'Istanbul et l'avion décolle à 22 h 45 avec un retard de 35 minutes.
À 23 h 11, les pilotes signalent qu'ils peuvent voir les lumières de la ville, alors que l'avion se trouvait à environ 100 km au nord de celle-ci. Trente minutes après le décollage, ils annoncent qu'ils approchent de l'aéroport d'Antalya et qu'ils ont l'intention de descendre de 14 400 pieds (4 400 mètres) à 13 000 pieds (4 000 mètres). Lorsque les pilotes confirment qu'ils ont la piste en vue, le contrôleur d'Antalya les informes qu'il ne peut pas les voir. Le premier officier Soğangöz répond alors : « Dois-je vous croire, ou croire mes yeux ? ». Le capitaine Topçuoğlu, qui se trouve dans la cabine passagers, retourne au cockpit après avoir réalisé que quelque chose n'allait pas à une altitude de 490 pieds (150 mètres) et met plein gaz lorsqu'il voit la colline devant lui.
Des témoins oculaires rapportent que l'avion vola très près de la ville et qu'ils pouvaient « presque voir les passagers ». L'avion dépasse la colline de Sidre Tepe, près d'Isparta, après qu'il commença à monter. A 23 h 20, une forte explosion est entendue depuis Karatepe, la colline se situant après Sidre Tepe. L'avion s'écrasa avec son aile droite dans une colline, après qu'il a rebondi de l'autre côté de la vallée et s'est par la suite désintégré. L'épave se trouvait à une altitude approximative de 1 130 mètres. Au moment de l'accident, un film d'horreur était diffusé à la télévision, obligeant certains habitants à quitter leur domicile après l'explosion.

## Épave et récupération
L'impact brisa l'épave de l'avion sur une zone de 2 km. Après avoir entendu l'explosion, les habitants des environs grimpent au sommet de la colline pendant deux heures. Des militaires sont alors dépêchés sur place et arrivent rapidement. Ils trouvent des morceaux de l'avion en feu et les éteignent en jetant du sable dessus. L'une des ailes est retrouvée au sommet de la colline, tandis que les moteurs sont retrouvés vers le bas. Un générateur est utilisé pour éclairer le site la nuit. Pour empêcher le pillage d'objets, les autorités ferment la zone aux civils, mais des milliers de personnes ayant gravi la colline ont pu voir les décombres et les corps après minuit. Le premier enregistreur de vol est retrouvé le lendemain de l'accident. L'enregistreur de données de vol est quant à lui retrouvé le 22 septembre. En 2009, quelques restes de l'avion étaient encore trouvables sur le lieu du crash.

## Victimes
Au total, 155 personnes, inclant 144 passagers et 11 membres d'équipages, ont été tuées dans l'accident. 125 de ces passagers étaient d'origine non turque, étant largement des touristes italiens. Parmi les victimes se trouvait Kemal Ziya Öztürk (tr), membre indépendant de la Grande Assemblée nationale de Turquie du district d'Aydın et père de l'aviateur Murat Öztürk (en),. L'accident couta également la vie de l'ancien soldat italien et récipiendaire de la médaille d'or de la valeur militaire, Enrico Martini (en). İlhan Cavcav (en) était à bord de l'avion lors de la première étape du vol et devait également poursuivre le vol vers Antalya, mais changea d'avis pour rejoindre Ankara.
Selon des témoins oculaires, les corps des victimes étaient gravement brûlés, rendant impossible toute identification. Alors que la plupart des corps des victimes italiennes furent envoyés en Italie, 18 des passagers italiens ont cependant  été enterrés dans un cimetière local. Il s'agit de l'accident aérien le plus meurtrier de toute l'histoire de la Turquie.

## Enquête
Le lendemain du crash, la foudre est éliminée comme cause de l'accident, sur la base des bulletins météorologiques. Les enquêteurs ont eu accès à l'enregistreur vocal du cockpit le 22 septembre, dont la transcription est restée secrète. Les experts ayant inspecté les enregistrements annoncèrent plus tard que les pilotes essayaient de voler à vue, au lieu du vol de manière instrumentale, qui est pourtant nécessaire durant la nuit, et qu'ils avaient confondu la zone sombre devant eux – les montagnes occidentales du Taurus – avec la mer Méditerranée et les lumières de la ville d'Isparta pour celles d'Antalya. Il est également révélé que l'équipement de mesure de distance de l'aéroport d'Antalya était tombé en panne trois jours avant que l'accident ne se produise.